# Elezioni politiche a San Marino del 2016
Le elezioni politiche a San Marino del 2016 (XXIX legislatura) si sono tenute il 20 novembre, e il ballottaggio si è tenuto il 4 dicembre.

## Costo
Le elezioni sono costate quasi 750.000 euro, così suddivisi:
- 344.500 euro il primo turno.
- 150.000 euro il ballottaggio.
- 250.000 euro per l'informazione su liste e coalizioni.

## Sistema elettorale
Sono elettori i cittadini sammarinesi maggiori di 18 anni.
Se nessuna coalizione raggiungere la maggioranza dei voti al primo turno ci sarà un ballottaggio: la lista vincente prenderà la maggioranza dei seggi, gli altri verranno distribuiti con il metodo d'Hondt.
Inoltre, viene applicato lo sbarramento al 3,5% dei voti.

## Sondaggi pre-voto
| Istituto | Data                | Adesso.sm | Rinascita democratica sammarinese | San Marino prima di tutto | Lista delle persone libere | Democrazia in Movimento | Non indica |
| -------- | ------------------- | --------- | --------------------------------- | ------------------------- | -------------------------- | ----------------------- | ---------- |
| DOXA     | 16 novembre 2016    | 28%       | 2%                                | 21%                       | 2%                         | 21%                     | 27%        |
| DOXA     | 14-16 ottobre 2016  | 27%       | 1%                                | 22%                       | 7%                         | 17%                     | 26%        |
| DOXA     | 6-11 settembre 2016 | 21%       |                                   | 14%                       |                            | 21%                     | 43%        |

## Risultati
| Candidati                                                 | Candidati                 | II turno                | II turno                | I turno | I turno | Liste                                     | Voti   | %     | Seggi |
| Candidati                                                 | Candidati                 | Voti                    | %                       | Voti    | %       | Liste                                     | Voti   | %     | Seggi |
| --------------------------------------------------------- | ------------------------- | ----------------------- | ----------------------- | ------- | ------- | ----------------------------------------- | ------ | ----- | ----- |
|                                                           | Adesso.sm                 | 9 482                   | 57,92                   | 6 106   | 31,43   | Sinistra Socialista Democratica           | 2 352  | 12,11 | 14    |
| Repubblica Futura                                         | Adesso.sm                 | 9 482                   | 57,92                   | 6 106   | 31,43   | 1 865                                     | 9,60   | 11    |       |
| Movimento Civico10                                        | Adesso.sm                 | 9 482                   | 57,92                   | 6 106   | 31,43   | 1 800                                     | 9,26   | 10    |       |
|                                                           | San Marino prima di tutto | 6 889                   | 42,08                   | 8 098   | 41,68   | Partito Democratico Cristiano Sammarinese | 4 752  | 24,46 | 10    |
| Partito Socialista                                        | San Marino prima di tutto | 6 889                   | 42,08                   | 8 098   | 41,68   | 1 504                                     | 7,74   | 3     |       |
| Partito dei Socialisti e dei Democratici                  | San Marino prima di tutto | 6 889                   | 42,08                   | 8 098   | 41,68   | 1 384                                     | 7,12   | 3     |       |
| Sammarinesi (Noi Sammarinesi - Sammarinesi senza Confini) | San Marino prima di tutto | 6 889                   | 42,08                   | 8 098   | 41,68   | 414                                       | 2,13   | –     |       |
|                                                           | Democrazia in Movimento   | Democrazia in Movimento | Democrazia in Movimento | 4 503   | 23,18   | Movimento Civico R.E.T.E.                 | 3 561  | 18,33 | 8     |
| Movimento Democratico-San Marino Insieme                  | Democrazia in Movimento   | Democrazia in Movimento | Democrazia in Movimento | 4 503   | 23,18   | 872                                       | 4,49   | 1     |       |
|                                                           | Lista non coalizzata      | Lista non coalizzata    | Lista non coalizzata    | 413     | 2,13    | Lista delle Persone Libere                | 413    | 2,13  | –     |
|                                                           | Lista non coalizzata      | Lista non coalizzata    | Lista non coalizzata    | 309     | 1,59    | Rinascita Democratica Sammarinese         | 309    | 1,59  | –     |
| Totale                                                    | Totale                    | 16 371                  | 100                     | 19 429  | 100     |                                           | 19 429 | 100   | 60    |
|                                                           |                           |                         |                         |         |         |                                           |        |       |       |
| Voti non validi                                           | Voti non validi           | 653                     | 3,84                    | 846     | 4,17    |                                           |        |       |       |
| Votanti                                                   | Votanti                   | 17 024                  | 50,09                   | 20 275  | 59,66   |                                           |        |       |       |
| Elettori                                                  | Elettori                  | 33 985                  |                         | 33 985  |         |                                           |        |       |       |

## Consiglieri eletti
| | Coalizione Adesso.sm (seggi: 35)                 | Sinistra Socialista Democratica (seggi: 14) | Repubblica Futura (seggi: 11) | Movimento Civico10 (seggi: 10)                      |
| - Simone Celli - Alessandro Bevitori - Giuseppe Maria Morganti - Guerrino Zanotti - Marina Lazzaroni - Enrico Carattoni - Vanessa d'Ambrosio - Michele Muratori - Tony Margiotta - Augusto Michelotti - Mirco Tomassoni - Joseph Roberto Carlini - Eva Guidi - Angelo Della Valle | Coalizione Adesso.sm (seggi: 35)                 | - Nicola Renzi - Matteo Fiorini - Emmanuel Gasperoni - Nicola Selva - Roger Zavoli - Marco Podeschi - Lorenzo Lonfernini - Carlo Franciosi - Stefano Palmieri - Margherita Amici - Roberto Giorgetti | - Matteo Ciacci - Luca Santolini - Andrea Zafferani - Mimma Zavoli - Franco Santi - Silvano Andreani - Iader Tosi - Luca Boschi - Valentina Bollini - Mattia Guidi |                                                     |
| | Coalizione San Marino prima di tutto (seggi: 16) | PDCS (seggi: 10) | PS (seggi: 3) | PSD (seggi: 3)                                      |
| - Gian Carlo Venturini - Teodoro Lonfernini - Francesco Mussoni - Alessandro Cardelli - Marco Gatti - Oscar Mina - Stefano Canti - Pasquale Valentini - Massimo Andrea Ugolini - Mariella Mularoni                                                                                | Coalizione San Marino prima di tutto (seggi: 16) | - Denise Bronzetti - Alessandro Mancini - Giovanna Cecchetti | - Iro Belluzzi - Dalibor Riccardi - Gian Carlo Capicchioni |                                                     |
| | Coalizione Democrazia in Movimento (seggi: 9)    | Movimento Civico R.E.T.E. (seggi: 8) | Movimento Democratico-San Marino Insieme (seggi: 1) | Movimento Democratico-San Marino Insieme (seggi: 1) |
| - Gian Matteo Zeppa - Elena Tonnini - Roberto Ciavatta - Davide Forcellini - Sandra Giardi - Marianna Bucci - Grazia Zafferani - Gloria Arcangeloni | Coalizione Democrazia in Movimento (seggi: 9)    | - Federico Pedini Amati | - Federico Pedini Amati |                                                     |